# Herbert Putnam

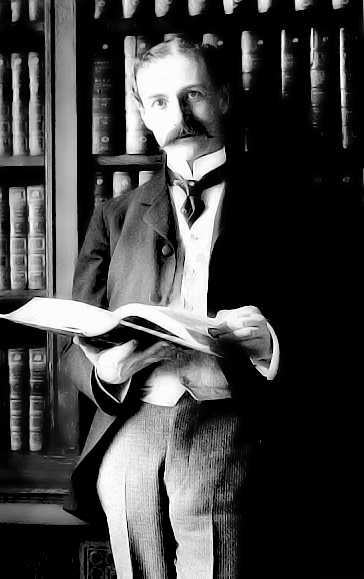
Herbert Putnam

George Herbert Putnam (* 20. September 1861 in New York City; † 14. August 1955 in Woods Hole, Massachusetts) war ein US-amerikanischer Bibliothekar und Leiter der Library of Congress.

## Leben
Herbert Putnam wurde in New York geboren, wo sein Vater George Palmer Putnam ein bekannter Verleger war. 1883 erlangte er einen Hochschulabschluss an der Harvard University, studierte Jura an der Columbia University und wurde 1886 als Rechtsanwalt zugelassen.
Er war in den Jahren 1884 bis 1891 Direktor der Minneapolis Public Library, die 1860 als Minneapolis Athenaeum gegründet worden war. Von 1892 bis 1895 praktizierte er als Anwalt in Boston. Anschließend war er bis 1899 Direktor der Boston Public Library, wo er sich um den Aufbau der Fotografien-Sammlung verdient machte. Er wurde 1899 und erneut 1904 zum Präsidenten der American Library Association gewählt.
1899 ernannte ihn US-Präsident William McKinley zum Leiter der Library of Congress (LoC). Putnam war der erste erfahrene Bibliothekar auf diesem Posten, den er bis 1939 und mit knapp 40 Jahren so lange wie kein anderer LoC-Direktor innehatte. Er ging in den Ruhestand mit dem Titel eines Bibliothekars emeritus. Sein Nachfolger wurde der Dichter Archibald MacLeish. Während seiner Amtszeit entwickelte Herbert Putnam ein neues Klassifizierungssystem, welches bis auf den heutigen Tag in der Library of Congress benutzt wird. Er schuf ein System der Fernausleihe und machte die Bibliothek der Öffentlichkeit zugänglich.
1902 wurde Putnam „Aufseher“ (overseer) an der Harvard University. Ebenfalls 1902 wurde er in die American Academy of Arts and Sciences gewählt. 1925 folgte die Berufung an die American Academy of Arts and Letters und 1937 die Wahl zum Mitglied der American Philosophical Society.
Am 16. August 1930 reiste er nach Wien um die von Otto Vollbehr  angekaufte dreibändige Gutenberg-Bibel mit der Provenienz des Klosters St. Blasien im Schwarzwald in der amerikanischen Gesandtschaft in Wien in Anwesenheit des Botschafters Gilchrist Baker Stockton in Empfang zu nehmen und über Le Havre mit der SS Leviathan nach New York und dann nach Washington bringen. Damit erwarb die Library of Congress eins von nur drei bekannten vollständigen Exemplaren auf Pergament und das einzige Exemplar in drei Bänden.
Herbert Putnams Tochter Brenda Putnam (1890–1975) war eine preisgekrönte Bildhauerin.